# هونا پت (کارولینای جنوبی)
هونا پت(به انگلیسی: Honea Path) شهری در ایالت کارولینای جنوبی کشور ایالات متحده آمریکا است که جمعیت آن در سرشماری سال ۲۰۱۰ میلادی، ۳٬۵۹۷ نفر بوده‌است.